# Chris Moss
Christopher Vashon Moss  (* 7. Februar 1980 in Columbus, Ohio) ist ein ehemaliger US-amerikanischer Basketballspieler.
Der 2,04 m große und 98 kg schwere Moss spielt auf den Positionen des Power Forwards sowie des Centers und stand von Januar 2011 bis Mai 2011 bei den Skyliners Frankfurt unter Vertrag.
In der Saison 2009/2010 legte Moss in der spanischen Liga ACB bei CB Murcia 5,8 Punkte und 6,7 Rebounds pro Partie auf. In der Saison 2010/11 wechselte er zu dem BBL-Team Skyliners Frankfurt, das er am Ende der Saison wieder verließ. Anschließend spielte er zwei Jahre in der Japan Basketball League für die Toshiba Brave Thunders und seit der Saison 2013/14 in Uruguay für Atlético Biguá aus Montevideo. Danach beendete er seine Karriere.